# 希基利斯科
希基利斯科（西班牙語：Jiquilisco），是薩爾瓦多的城鎮，位於該國東南部，由烏蘇盧坦省負責管轄，面積429.99平方公里，海拔高度32米，2007年人口47,784，人口密度每平方公里111.13人。
13°19′N 88°35′W / 13.317°N 88.583°W